# Benetton Rugby Treviso
El Benetton Rugby Treviso és un equip professional de rugbi italià. Es va fundar el 1932 i el 2010 participa en la Magners League.